# Mark T. Vande Hei
Mark Thomas Vande Hei (10 de noviembre de 1966) es un astronauta de la NASA que fue seleccionado para iniciar su entrenamiento como tal en 2009, y que sirvió como ingeniero de vuelo para la Expedición 53 y 54 en la Estación Espacial Internacional.

## Primeros años y educación

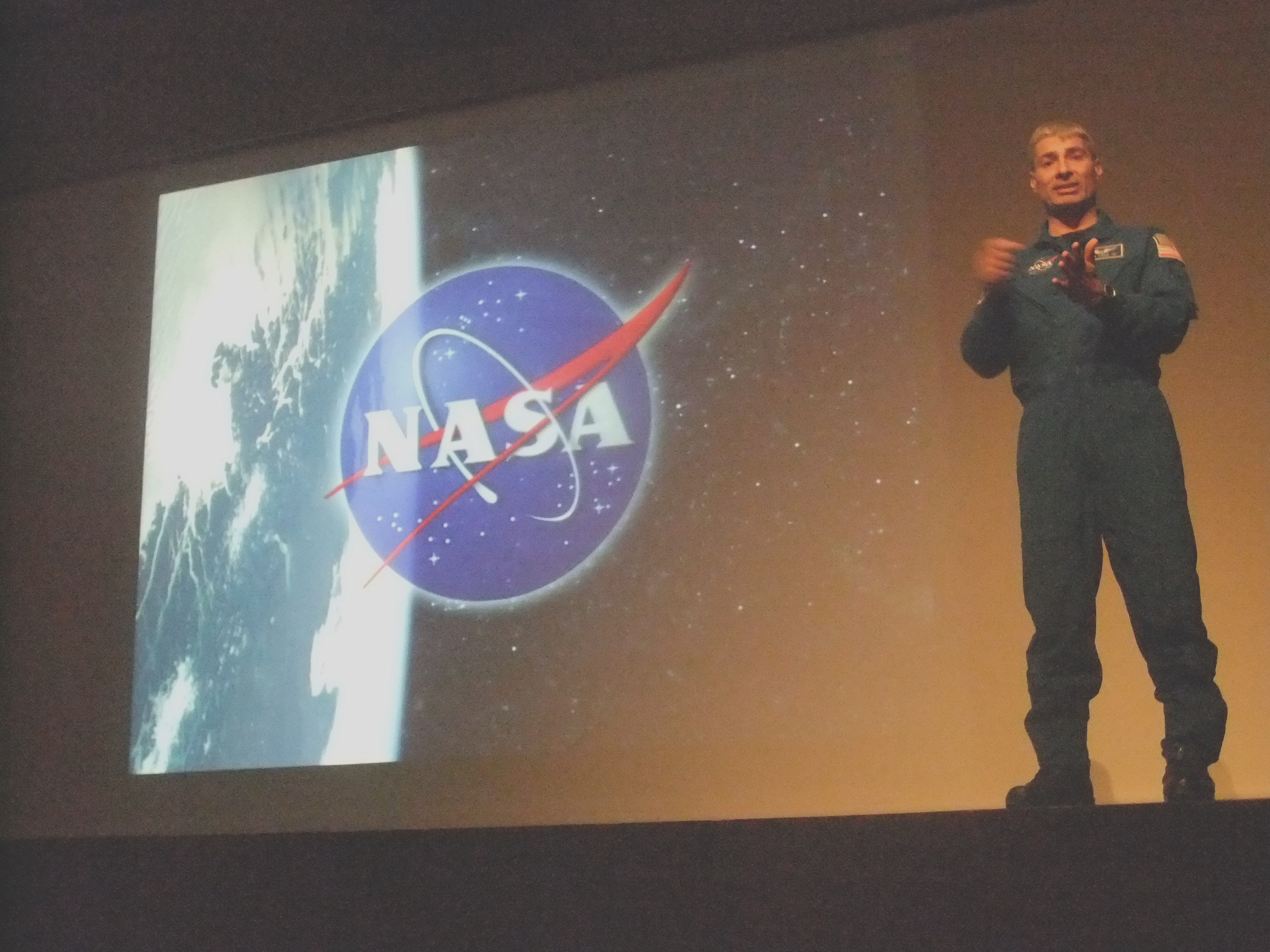
Mark Vande Hei durante la conferencia que impartió en el College of St. Benedict / St. John's University el 31 de enero de 2012

Vande Hei nació el 10 de noviembre de 1966 en Falls Church, Virginia. Se graduó de la secundaria Benilde-St. Margaret's en St. Louis Park, Minnesota, en 1985. Obtuvo el título de licenciatura de físico por la Universidad de Saint John en 1989, y un título de maestría de física aplicada por la Universidad Stanford en 1999.

## Carrera

### Ejército
Vande Hei fue comisionado en el ejército de Estados Unidos a través del programa ROTC en 1989 y sirvió como ingeniero de combate. Tras obtener su título de maestría en 1999, trabajó como ayudante de profesor de física en la Academia Militar de los Estados Unidos en West Point. En 2003, formó parte del primer Batallón del Espacio del Ejército en la Base de la Fuerza Aérea Peterson. Vande Hei sirvió en Irak en la Operación Provide Comfort y la Operación Iraquí Freedom.

### NASA
Vande Hei comenzó a trabajar en el Centro Espacial Johnson en 2006 como parte de una contingencia del ejército que operó ahí. En junio de 2009, fue seleccionado por la NASA para formar parte del grupo 20 de astronautas de la agencia, por lo que inició su entrenamiento ese año, el cual terminó en junio de 2011.
El 10 de junio de 2014, la NASA anunció que Vande Hei sería enviado como acuanauta a bordo del laboratorio submarino Aquarius durante la misión NEEMO 18, la cual comenzó el 21 de julio de 2014 y duró un total de nueve días.
En mayo de 2015 se anunció que el astronauta había sido asignado a la Expedición 51/52 de la Estación Espacial Internacional, con lo cual sería lanzado al espacio en marzo de 2017 a bordo del Soyuz MS-04. Sin embargo, en noviembre de 2016 se cambió de planes y Vande Hai fue reasignado a la Expedición 53/54, con un lanzamiento programado para septiembre de 2017.

#### Expedición 53/54

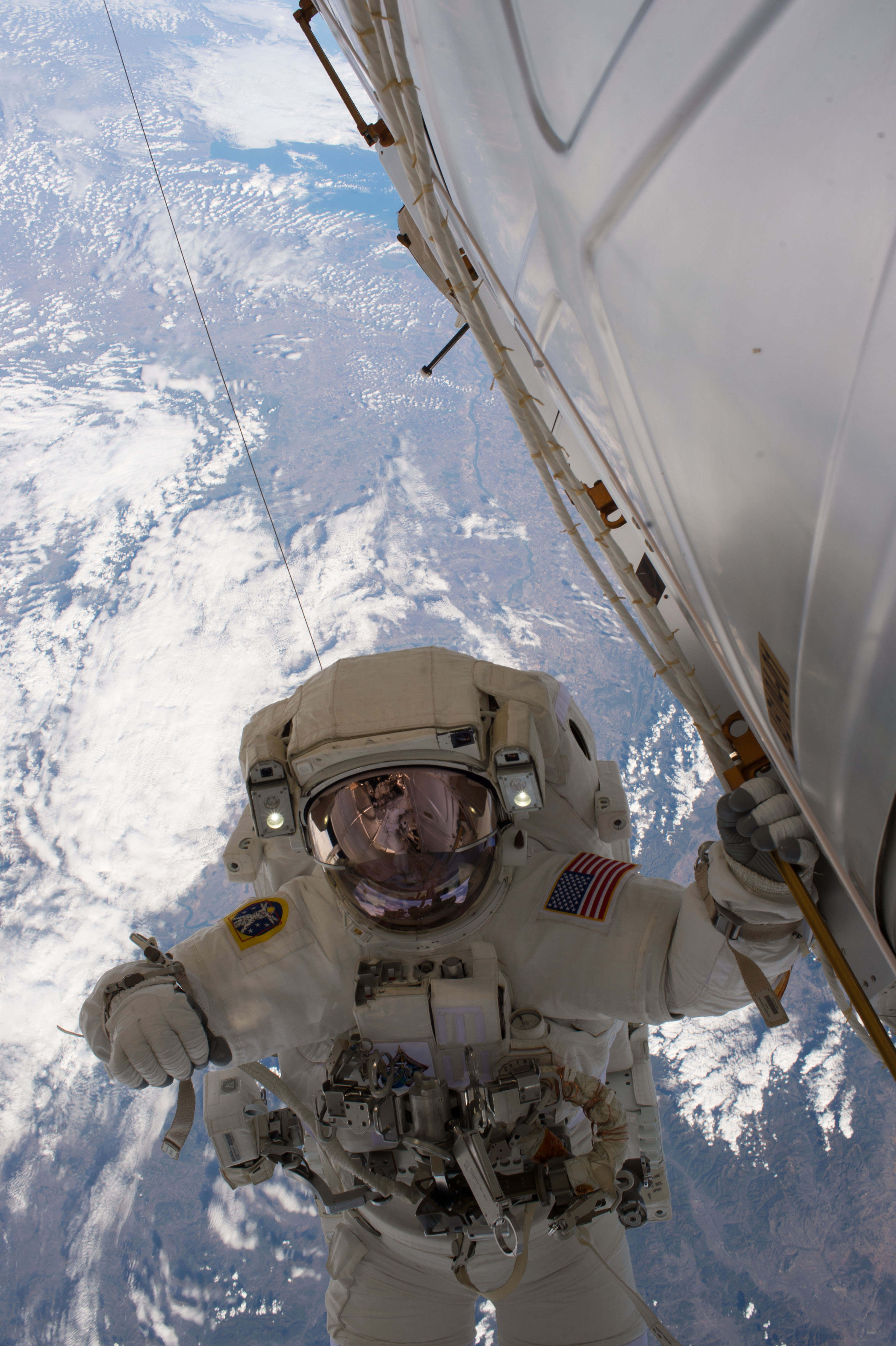
Mark Vande Hei durante su segunda EVA.

Vande Hei fue lanzado al espacio como parte de la Expedición 53/54 en el Soyuz MS-06, el 12 de septiembre de 2017. La nave de la tripulación se acopló con la ISS después de aproximadamente seis horas de haber sido lanzada.
El 5 de octubre de 2017, Vande Hei realizó su primera caminata espacial con la compañía del comandante Randy Bresnik. Durante la salida, los astronautas reemplazaron uno de los componentes mecánicos de la agarredera del Canadarm 2 (un efector de extremo de enclavamiento, el LEE A). La duración de esta EVA fue de seis horas y 55 minutos. El 10 de octubre de 2017 completaron la segunda EVA de la misión, que consistió en lubricar e instalar un nuevo efector de extremo y reemplazar algunas cámaras, lo cual tardó seis horas y 26 minutos.
La expedición culminó el 27 de febrero de 2018 a las 9:31 p. m. EST con el regreso a la Tierra de Vande Hei, Bresnik y Joseph M. Acaba.

#### Expedición 65
Mark Vande Hei integra la Expedición 65 de la EEI, viajando en la nave espacial Soyuz MS-18 el día 9 de abril de 2021.